# Kościół Niepokalanego Serca Najświętszej Maryi Panny i św. Jakuba Apostoła w Ostrowążu
Kościół Niepokalanego Serca Najświętszej Maryi Panny i świętego Jakuba Apostoła w Ostrowążu – rzymskokatolicki kościół parafialny należący do parafii pod tym samym wezwaniem (dekanat ślesiński diecezji włocławskiej).

## Historia
Jest to świątynia wzniesiona w latach 1946–1948. Zaprojektowana została przez architekta Wilczyńskiego. Poprzednia budowla z 1780 roku została rozebrana przez Niemców w 1942 roku.

## Architektura
Świątynia jest drewniana, jednonawowa, posiada konstrukcję zrębową. Wybudowana została na planie krzyża łacińskiego z dwoma kaplicami umieszczonymi po bokach nawy, tworzącymi transept. Kaplice są zamknięte prostokątnie i posiadają kalenice niższe od nawy. Prezbiterium kościoła jest mniejsze w stosunku do nawy, zamknięte jest trójbocznie, po bokach symetrycznie są umieszczone dwie zakrystie. Świątynię nakrywa wysoki dach dwukalenicowy, pokryty blachą, na dachu w części frontowej znajduje się kwadratowa wieżyczka na sygnaturkę. Zwieńcza ją blaszany dach hełmowy z latarnią. Kościół otaczają soboty podparte drewnianymi słupami z mieczami. Wnętrze nakryte jest stropem płaskim. Chór muzyczny jest podparty bocznymi aneksami i dwoma filarami, charakteryzuje się prostą linią parapetu i znajduje się na nim prospekt organowy. Wyposażenie świątyni pochodzi z 2. połowy XX wieku. W oknach są umieszczone witraże.